# Nemaspela birsteini
Espèce
Nemaspela birsteini est une espèce d'opilions dyspnois de la famille des Nemastomatidae.

## Distribution
Cette espèce est endémique d'Abkhazie en Géorgie. Elle se rencontre à Duripshi dans la grotte Tarkiladze et à Soukhoumi dans une grotte.

## Description
Le mâle holotype mesure 1,89 mm et la femelle paratype 2,22 mm.

## Systématique et taxinomie
Cette espèce a été décrite par Lyovushkin en 1972.

## Étymologie
Cette espèce est nommée en l'honneur de Yakov Avadievich Birstein (1911–1970).

## Publication originale
- Lyovushkin, 1972 : « Biospeologica Sovietica, XLVI. Сенокосцы Семейства Nemastomatidae Из Пещер СССР. » Sbornik trudov Zoologiceskogo Muzeja, vol. 12, p. 61–73.